# Konfederační pohár FIFA
Konfederační pohár FIFA byla mezinárodní fotbalová soutěž, pořádána organizací FIFA. Turnaje se každé čtyři roky účastnili vítězové všech šesti kontinentálních mistrovství, které se hrají pod patronací jednotlivých kontinentálních asociací: Mistrovství Asie ve fotbale, Africký pohár národů, Zlatý pohár CONCACAF, Copa América, Oceánský pohár národů, Mistrovství Evropy ve fotbale, dále pak úřadující mistr světa a hostitelská země. V případě, že byl mistr světa zároveň mistrem kontinentálního turnaje, hral Konfederační pohár druhý tým (finalista) z daného kontinentálního turnaje. O dalších možnostech se rozhodovalo individuálně.
Od pátého ročníku turnaje (v roce 2001) se Konfederační pohár FIFA hrál (jako jakási „generální zkouška pořadatele“) v zemi či zemích, které byly pořadateli nejbližšího mistrovství světa, a to vždy v roce předcházejícím roku uspořádání tohoto světového šampionátu.
V březnu 2019 FIFA oznámila, že Konfederační pohár končí, a že se organizace více zaměří na Mistrovství světa ve fotbale klubů a Arabský pohár. 

## Přehled jednotlivých turnajů
| Rok          | Pořadatel              |           | Finále            | Finále         | Finále      |                        | O třetí místo         | O třetí místo | O třetí místo |
| Rok          | Pořadatel              | Vítěz     | Skóre             | 2. místo       | 3. místo    | Skóre                  | 4. místo              |               |               |
| 1992 Detaily | SAÚDSKÁ ARÁBIE         | Argentina | 3 – 1             | Saúdská Arábie | USA         | 5 – 2                  | Pobřeží slonoviny     |               |               |
| 1995 Detaily | SAÚDSKÁ ARÁBIE         | Dánsko    | 2 – 0             | Argentina      | Mexiko      | 1 – 1 (5–4 penalty)    | Nigérie               |               |               |
| 1997 Detaily | SAÚDSKÁ ARÁBIE         | Brazílie  | 6 – 0             | Austrálie      | Česko       | 1 – 0                  | Uruguay               |               |               |
| 1999 Detaily | MEXIKO                 | Mexiko    | 4 – 3             | Brazílie       | USA         | 2 – 0                  | Saúdská Arábie        |               |               |
| 2001 Detaily | JIŽNÍ KOREA a JAPONSKO | Francie   | 1 – 0             | Japonsko       | Austrálie   | 1 – 0                  | Brazílie              |               |               |
| 2003 Detaily | FRANCIE                | Francie   | 1 – 0 (zlatý gól) | Kamerun        | Turecko     | 2 – 1                  | Kolumbie              |               |               |
| 2005 Detaily | NĚMECKO                | Brazílie  | 4 – 1             | Argentina      | Německo     | 4 – 3 (po prodloužení) | Mexiko                |               |               |
| 2009 Detaily | JIŽNÍ AFRIKA           | Brazílie  | 3 – 2             | USA            | Španělsko   | 3 – 2 (po prodloužení) | Jihoafrická republika |               |               |
| 2013 Detaily | BRAZÍLIE               | Brazílie  | 3 – 0             | Španělsko      | Itálie      | 2 – 2 (3–2 penalty)    | Uruguay               |               |               |
| 2017 Detaily | RUSKO                  | Německo   | 1 – 0             | Chile          | Portugalsko | 2 – 1 (po prodloužení) | Mexiko                |               |               |

## Úspěšnost jednotlivých zemí
| Stát                  | Vítěz                      | 2. místo       | 3. místo       | 4. místo       |
| --------------------- | -------------------------- | -------------- | -------------- | -------------- |
| Argentina             | 1 (1992)                   | 2 (1995, 2005) |                |                |
| Austrálie             |                            | 1 (1997)       | 1 (2001)       |                |
| Brazílie              | 4 (1997, 2005, 2009, 2013) | 1 (1999)       |                | 1 (2001)       |
| Česko                 |                            |                | 1 (1997)       |                |
| Dánsko                | 1 (1995)                   |                |                |                |
| Francie               | 2 (2001, 2003)             |                |                |                |
| Itálie                |                            |                | 1 (2013)       |                |
| Japonsko              |                            | 1 (2001)       |                |                |
| Jihoafrická republika |                            |                |                | 1 (2009)       |
| Kamerun               |                            | 1 (2003)       |                |                |
| Kolumbie              |                            |                |                | 1 (2003)       |
| Mexiko                | 1 (1999)                   |                | 1 (1995)       | 2 (2005, 2017) |
| Německo               | 1 (2017)                   |                | 1 (2005)       |                |
| Nigérie               |                            |                |                | 1 (1995)       |
| Pobřeží slonoviny     |                            |                |                | 1 (1992)       |
| Saúdská Arábie        |                            | 1 (1992)       |                | 1 (1999)       |
| USA                   |                            | 1 (2009)       | 2 (1992, 1999) |                |
| Španělsko             |                            | 1 (2013)       | 1 (2009)       |                |
| Turecko               |                            |                | 1 (2003)       |                |
| Uruguay               |                            |                |                | 2 (1997, 2013) |
| Chile                 |                            | 1 (2017)       |                |                |
| Portugalsko           |                            |                | 1 (2017)       |                |